# Cidaria cuspidata
Cidaria cuspidata là một loài bướm đêm trong họ Geometridae.